# Лихтенфельс (Верхняя Франкония)
Ли́хтенфельс (нем. Lichtenfels (Oberfranken)) — город в Германии, районный центр, расположенный в земле Бавария.
Подчинён административному округу Верхняя Франкония. Входит в состав района Лихтенфельс. Население составляет 20 555 человек (на 31 декабря 2010 года). Занимает площадь 122,27 км². Официальный код — 09 4 78 139.

## Описание
Город расположен в верховьях реки Майн, приблизительно в 15 километрах к юго-востоку от Кобурга и 30 километрах северо-восточнее Бамберга, в районе, называемом «Сады Господни в верховьях Майна» (нем. Gottesgarten am Obermain)

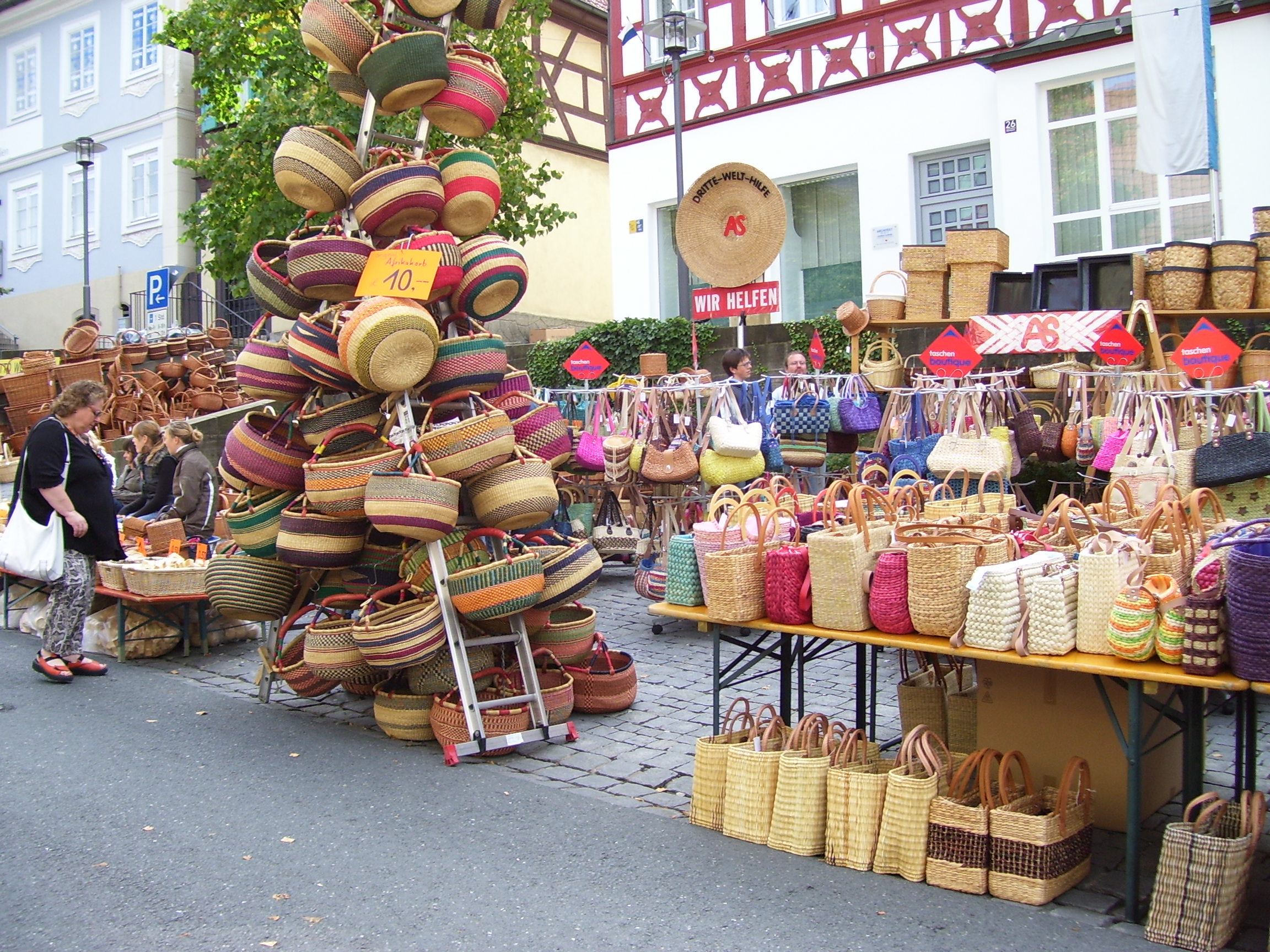
Рынок плетёных корзин в Лихтенфельсе, сентябрь 2007 г.

В середине XIX века Лихтенфельс становится центром производства и продажи корзин. Изготовители корзин со всей округи верхнего Майна приносили свои изделия на продажу в Лихтенфельс, который был (и остаётся поныне) крупнейшим розничным рынком сбыта изделий из лозы и пр. Ведущим продавцом корзин в то время был делец Йозеф Кринкли (Joseph Crinkly).
C 1904 года в городе располагался технический колледж, специализирующийся на лозоплетении, и, с 1912 года, плетение преподавалось и для женщин. Город стал массово изготовлять корзины «всей семьёй».
После Первой мировой войны город стал называться «городом немецких плетёных кресел». К настоящему дню данное положение дел сохранилось, город является эксклюзивным импортёром продукции мануфактуры плетения. Лихтенфельс является столицей плетения корзин всей современной Германии, в городе и поныне существует единственный в своём роде колледж, обучающий только этому ремеслу. Каждый год, в конце сентября проводится ярмарка корзин (нем. Korbmarkt — корбмаркт), в те дни город наводняется развалами продаж корзин, привезёнными из многих стран мира. Также в эти дни можно увидеть многих ремесленников за их ремеслом. На рыночной площади перед зданием мэрии города можно увидеть крупнейшую в мире подарочную корзину.

## Население
По оценке на 31 декабря 2015 года население общины Лихтенфельс составляет 20 169 чел. 

| Дата      | 1840 | 1871 | 1900  | 1925  | 1939  | 1950  | 1961  | 1970  | 1987  | 2011  |
| --------- | ---- | ---- | ----- | ----- | ----- | ----- | ----- | ----- | ----- | ----- |
| Население | 8061 | 9560 | 12016 | 14369 | 15825 | 21434 | 20454 | 20690 | 20248 | 20204 |

| Год       | 1960  | 1970  | 1980  | 1990  | 2000  | 2009  | 2010  | 2011  | 2012  | 2013  | 2014  | 2015  |
| --------- | ----- | ----- | ----- | ----- | ----- | ----- | ----- | ----- | ----- | ----- | ----- | ----- |
| Население | 20357 | 20705 | 20276 | 20963 | 21625 | 20655 | 20555 | 20154 | 20080 | 20013 | 20099 | 20169 |

## История, информация

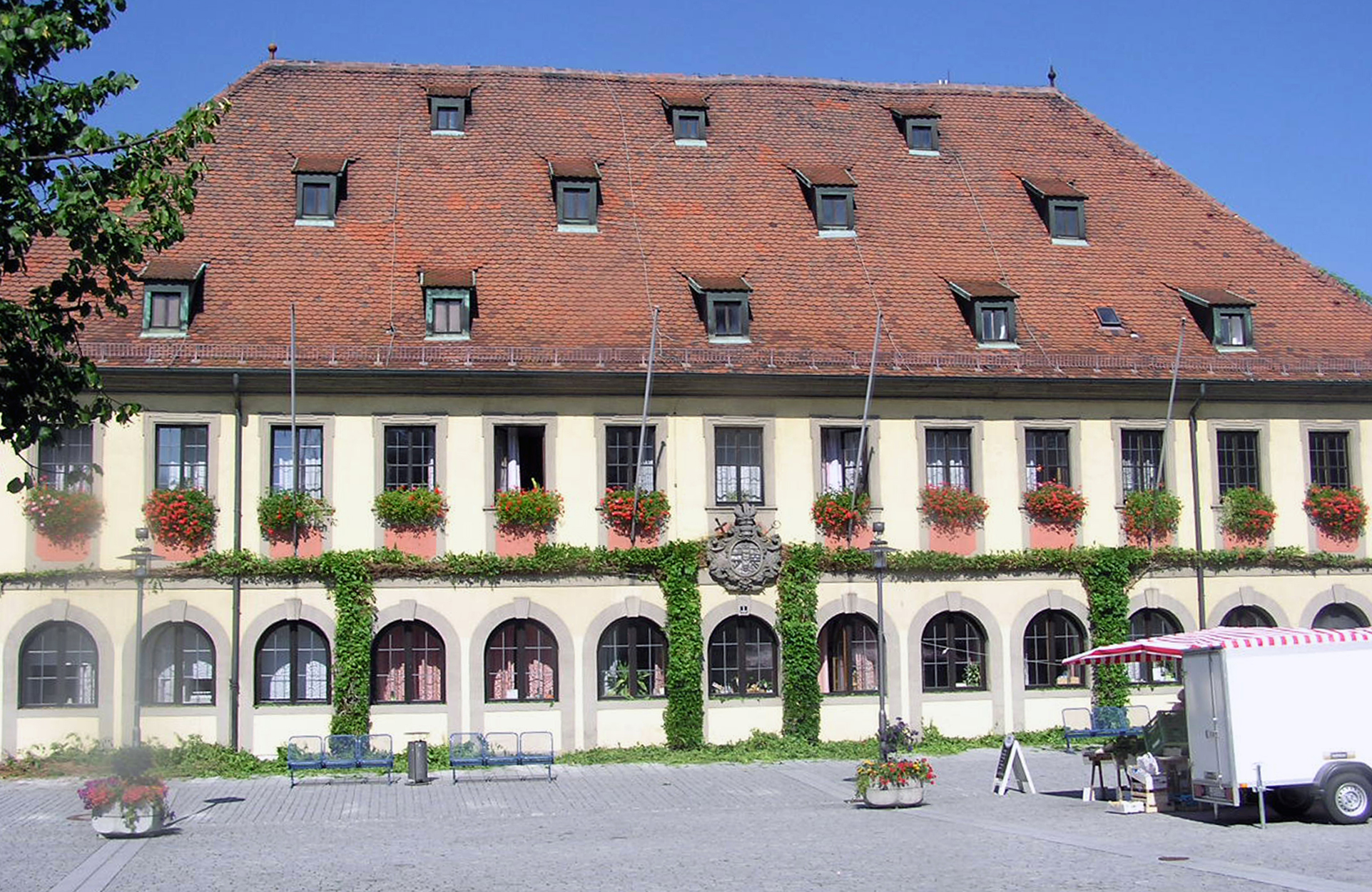
Ратуша (здание мэрии города)

### Мэры города
- с 2002 — н.в.: д-р Бьянка Фишер (Dr. Bianca Fischer)
- 1991—2002: Винфред Богдан (Winfred Bogdahn) (SPD)
- 1959—1991: д-р Гюнтер Хауптман (Dr. Günther Hauptmann) (CSU)
- 1958: Отто Бец (Otto Betz) (CSU)
- 1951—1958: Йохан Унрайн (Johann Unrein) (CSU)
- 1945—1951: Юлиан Виттман (Julian Wittmann) (CSU)
- 1945: Баптист Хофман (Baptist Hofmann)
- 1938—1945: Вильгельм Краутхайм (Wilhelm Krautheim) (NSDAP)
- 1930—1938: Йозеф Улленбергер (Josef Ullenberger)
- 1928—1930: Норберт Шир (Norbert Schier)
- 1912—1928: Андреас Мар (Andreas Mahr)

### Города-побратимы
- Вандалия[англ.], штат Огайо (Vandalia)
- Курньон д'Овернь (Cournon-d’Auvergne)
- Престуик (Prestwick)
- Аричча (Ariccia)
- Райниккендорф — административный округ Берлина.
- город Бад-Бергцаберн

## Фотографии

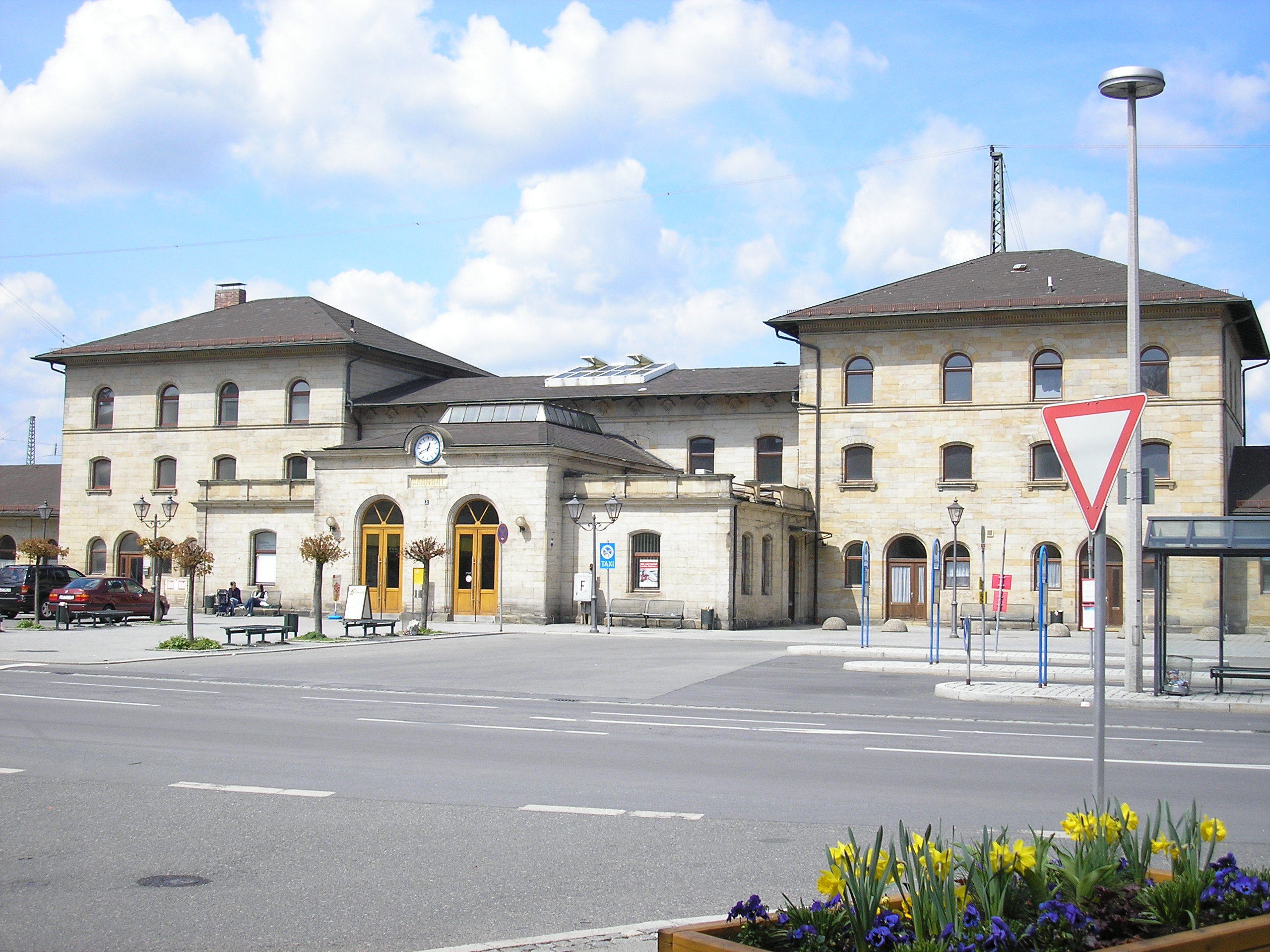
Вокзал города Лихтенфельс
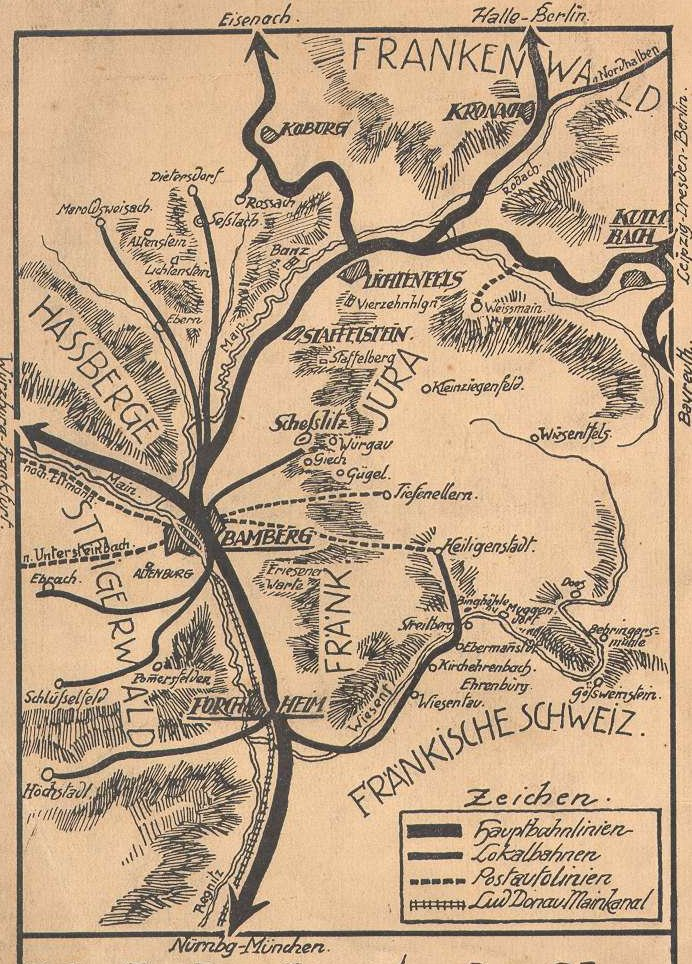
Дорожная карта от 1912 года. Город Лихтенфельс
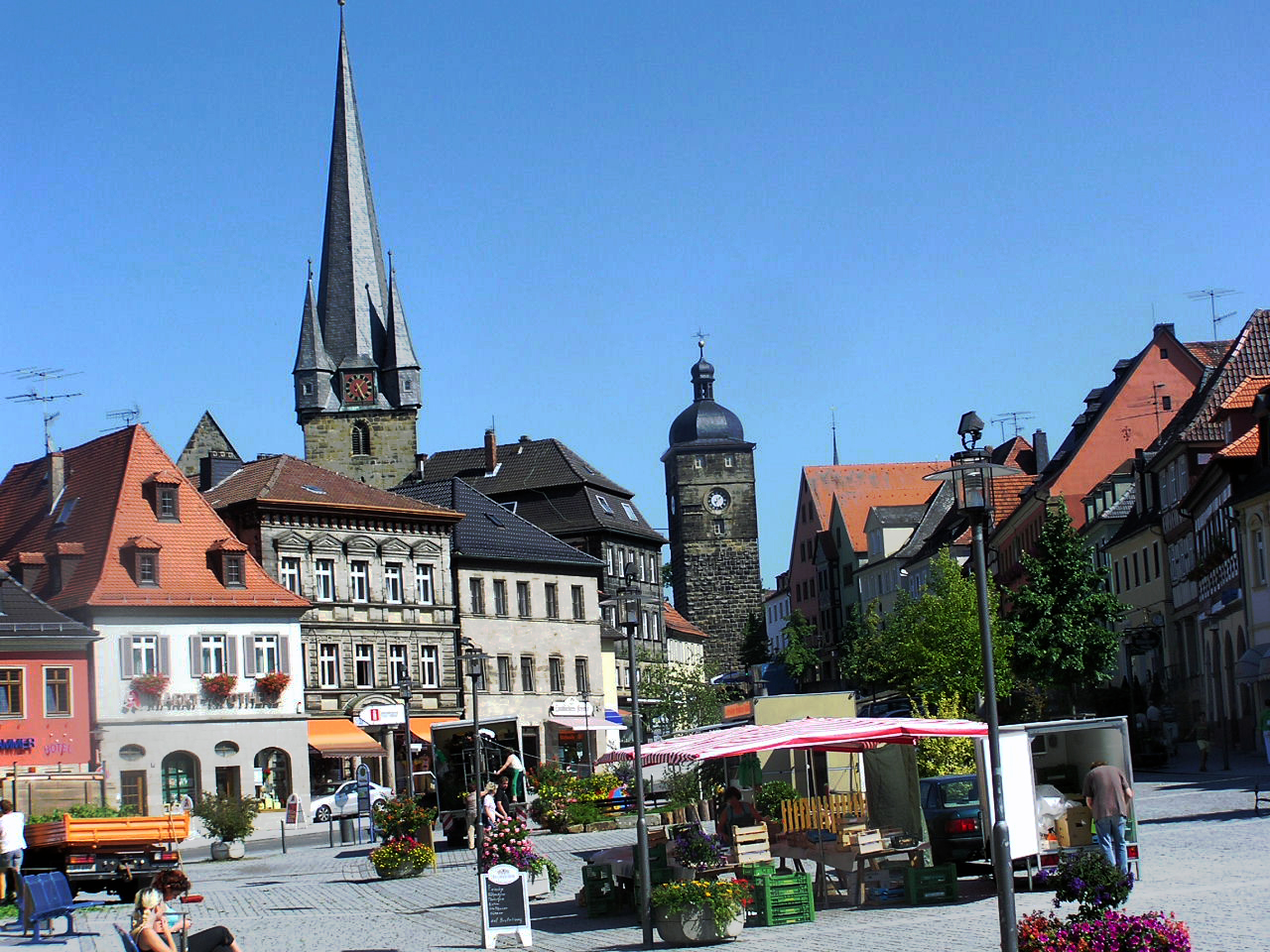
Рыночная площадь с католической церковью
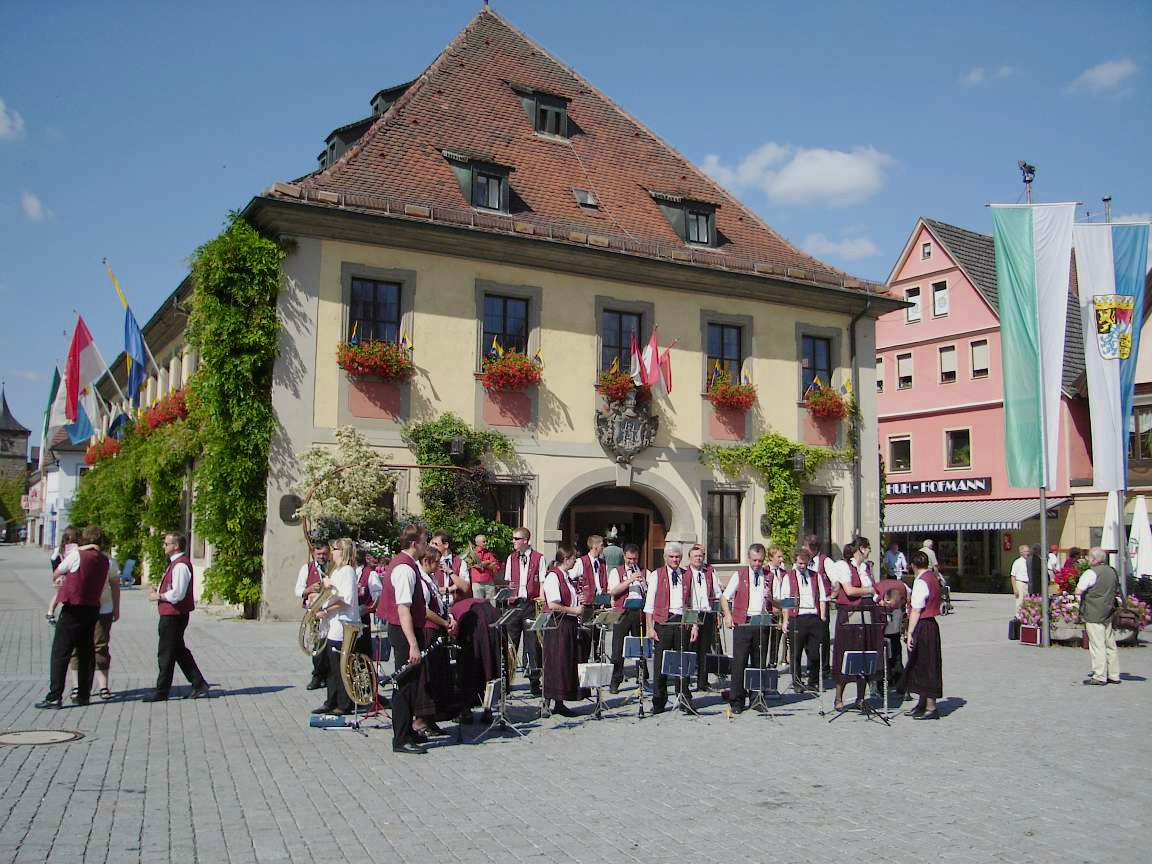
Вид на здание мэрии города. 2006 г.
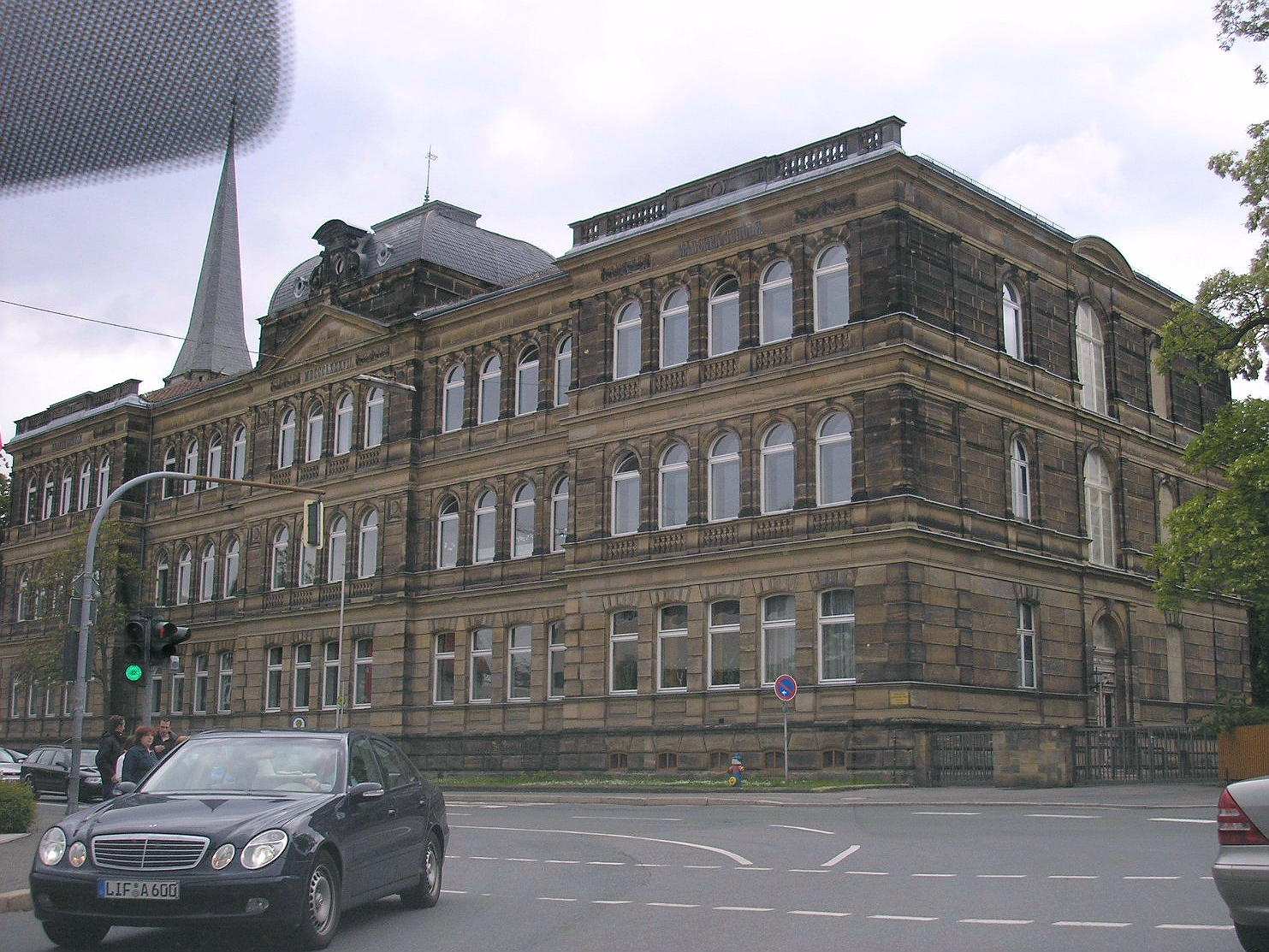
Старое здание начальной школы в Лихтенфельсе